# Schwenninger Wild Wings
Schwenninger Wild Wings je německý klub ledního hokeje, který sídlí ve městě Villingen-Schwenningen ve spolkové zemi Bádensko-Württembersko. Založen byl v roce 1904 pod názvem SEC Schwenningen. Svůj současný název nese od roku 1994. V roce 2013 byla odkoupena DEL licence od krachujícího klubu Hannover Scorpions. Od sezóny 2013/14 působí v Deutsche Eishockey Lize, německé nejvyšší soutěži ledního hokeje. Klubové barvy jsou tmavě modrá a bílá.
Své domácí zápasy odehrává v Helios Areně s kapacitou 6 300 diváků.

## Historické názvy
Zdroj: 
- 1904 – SEC Schwenningen (Schwimm- und Eissportverein Schwenningen)
- 1950 – Schwenninger ERC (Schwenninger Eis- und Rollsportclub)
- 1994 – Schwenninger Wild Wings

## Přehled ligové účasti
Stručný přehled
Zdroj: 
- 1974–1976: Eishockey-Regionalliga Süd (4. ligová úroveň v Německu)
- 1976–1979: Eishockey-Oberliga Süd (3. ligová úroveň v Německu)
- 1979–1981: 2. Eishockey-Bundesliga (2. ligová úroveň v Německu)
- 1981–1994: Eishockey-Bundesliga (1. ligová úroveň v Německu)
- 1994–2003: Deutsche Eishockey Liga (1. ligová úroveň v Německu)
- 2003–2013: 2. Eishockey-Bundesliga (2. ligová úroveň v Německu)
- 2013– : Deutsche Eishockey Liga (1. ligová úroveň v Německu)

Jednotlivé ročníky
Zdroj: 
Legenda: ZČ – základní část, červené podbarvení – sestup, zelené podbarvení – postup, fialové podbarvení – reorganizace, změna skupiny či soutěže
| Německo (1974 – ) |                         |           |           |                                                                                   |                                                                                   |                                                                                   |
| Sezóny            | Soutěž                  | Úroveň    | ZČ        | Play-off                                                                          | Poznámky                                                                          |                                                                                   |
| 1974/75           | Regionalliga Süd        | 4. úroveň | 4. místo  |                                                                                   |                                                                                   |                                                                                   |
| 1975/76           | Regionalliga Süd        | 4. úroveň | 2. místo  |                                                                                   | Postup                                                                            |                                                                                   |
| 1976/77           | Oberliga Süd            | 3. úroveň | 4. místo  | Finálová skupina (5. místo)                                                       |                                                                                   |                                                                                   |
| 1977/78           | Oberliga Süd            | 3. úroveň | 3. místo  | Finálová skupina (3. místo)                                                       |                                                                                   |                                                                                   |
| 1978/79           | Oberliga Süd            | 3. úroveň | 2. místo  | Finálová skupina (2. místo)                                                       | Postup                                                                            |                                                                                   |
| 1979/80           | 2. Bundesliga           | 2. úroveň | 3. místo  |                                                                                   |                                                                                   |                                                                                   |
| 1980/81           | 2. Bundesliga           | 2. úroveň | 2. místo  |                                                                                   | Postup                                                                            |                                                                                   |
| 1981/82           | Bundesliga              | 1. úroveň | 9. místo  | Baráž o Bundesligu (2. místo)                                                     |                                                                                   |                                                                                   |
| 1982/83           | Bundesliga              | 1. úroveň | 5. místo  | Čtvrtfinále                                                                       |                                                                                   |                                                                                   |
| 1983/84           | Bundesliga              | 1. úroveň | 5. místo  | Zápas o 7. místo (prohra)                                                         |                                                                                   |                                                                                   |
| 1984/85           | Bundesliga              | 1. úroveň | 6. místo  | Čtvrtfinále                                                                       |                                                                                   |                                                                                   |
| 1985/86           | Bundesliga              | 1. úroveň | 8. místo  | Čtvrtfinále                                                                       |                                                                                   |                                                                                   |
| 1986/87           | Bundesliga              | 1. úroveň | 7. místo  | Čtvrtfinále                                                                       |                                                                                   |                                                                                   |
| 1987/88           | Bundesliga              | 1. úroveň | 8. místo  | Čtvrtfinále                                                                       |                                                                                   |                                                                                   |
| 1988/89           | Bundesliga              | 1. úroveň | 5. místo  | Čtvrtfinále                                                                       |                                                                                   |                                                                                   |
| 1989/90           | Bundesliga              | 1. úroveň | 5. místo  | Zápas o 3. místo (prohra)                                                         |                                                                                   |                                                                                   |
| 1990/91           | Bundesliga              | 1. úroveň | 6. místo  | Čtvrtfinále                                                                       |                                                                                   |                                                                                   |
| 1991/92           | Bundesliga              | 1. úroveň | 8. místo  | Čtvrtfinále                                                                       |                                                                                   |                                                                                   |
| 1992/93           | Bundesliga              | 1. úroveň | 9. místo  | Play-out, 2. kolo (prohra)                                                        |                                                                                   |                                                                                   |
| 1993/94           | Bundesliga              | 1. úroveň | 10. místo | Play-out, 2. kolo (výhra)                                                         | Reorganizace                                                                      |                                                                                   |
| 1994/95           | Deutsche Eishockey Liga | 1. úroveň | 9. místo  | Čtvrtfinále Prohra s BSC Preussen 0 : 4                                           |                                                                                   |                                                                                   |
| 1995/96           | Deutsche Eishockey Liga | 1. úroveň | 5. místo  | Osmifinále Prohra s Augsburger Panther 1 : 3                                      |                                                                                   |                                                                                   |
| 1996/97           | Deutsche Eishockey Liga | 1. úroveň | 11. místo | Play-out, 1. kolo (výhra)                                                         |                                                                                   |                                                                                   |
| 1997/98           | Deutsche Eishockey Liga | 1. úroveň | 9. místo  | Předkolo Prohra s Krefeld Pinguine 1 : 2                                          |                                                                                   |                                                                                   |
| 1998/99           | Deutsche Eishockey Liga | 1. úroveň | 10. místo | Ne                                                                                |                                                                                   |                                                                                   |
| 1999/00           | Deutsche Eishockey Liga | 1. úroveň | 11. místo | Skupina o udržení (3. místo)                                                      |                                                                                   |                                                                                   |
| 2000/01           | Deutsche Eishockey Liga | 1. úroveň | 12. místo | Ne                                                                                |                                                                                   |                                                                                   |
| 2001/02           | Deutsche Eishockey Liga | 1. úroveň | 16. místo | Play-out (výhra)                                                                  |                                                                                   |                                                                                   |
| 2002/03           | Deutsche Eishockey Liga | 1. úroveň | 14. místo | Play-out (výhra)                                                                  | Ztráta licence                                                                    |                                                                                   |
| 2003/04           | 2. Bundesliga           | 2. úroveň | 8. místo  | Čtvrtfinále                                                                       |                                                                                   |                                                                                   |
| 2004/05           | 2. Bundesliga           | 2. úroveň | 4. místo  | Čtvrtfinále                                                                       |                                                                                   |                                                                                   |
| 2005/06           | 2. Bundesliga           | 2. úroveň | 6. místo  | Semifinále                                                                        |                                                                                   |                                                                                   |
| 2006/07           | 2. Bundesliga           | 2. úroveň | 4. místo  | Čtvrtfinále                                                                       |                                                                                   |                                                                                   |
| 2007/08           | 2. Bundesliga           | 2. úroveň | 4. místo  | Semifinále                                                                        |                                                                                   |                                                                                   |
| 2008/09           | 2. Bundesliga           | 2. úroveň | 9. místo  | Předkolo                                                                          |                                                                                   |                                                                                   |
| 2009/10           | 2. Bundesliga           | 2. úroveň | 1. místo  | Finále                                                                            |                                                                                   |                                                                                   |
| 2010/11           | 2. Bundesliga           | 2. úroveň | 4. místo  | Finále                                                                            |                                                                                   |                                                                                   |
| 2011/12           | 2. Bundesliga           | 2. úroveň | 3. místo  | Semifinále                                                                        |                                                                                   |                                                                                   |
| 2012/13           | 2. Bundesliga           | 2. úroveň | 2. místo  | Finále                                                                            | Koupě licence                                                                     |                                                                                   |
| 2013/14           | Deutsche Eishockey Liga | 1. úroveň | 13. místo | Ne                                                                                |                                                                                   |                                                                                   |
| 2014/15           | Deutsche Eishockey Liga | 1. úroveň | 14. místo | Ne                                                                                |                                                                                   |                                                                                   |
| 2015/16           | Deutsche Eishockey Liga | 1. úroveň | 14. místo | Ne                                                                                |                                                                                   |                                                                                   |
| 2016/17           | Deutsche Eishockey Liga | 1. úroveň | 12. místo | Ne                                                                                |                                                                                   |                                                                                   |
| 2017/18           | Deutsche Eishockey Liga | 1. úroveň | 10. místo | Předkolo Prohra s Grizzlys Wolfsburg 0 : 2                                        |                                                                                   |                                                                                   |
| 2018/19           | Deutsche Eishockey Liga | 1. úroveň | 14. místo | Ne                                                                                |                                                                                   |                                                                                   |
| 2019/20           | Deutsche Eishockey Liga | 1. úroveň | 14. místo | Ročník zrušen po odehrání základní části z důvodu epidemie koronaviru SARS-CoV-2. | Ročník zrušen po odehrání základní části z důvodu epidemie koronaviru SARS-CoV-2. | Ročník zrušen po odehrání základní části z důvodu epidemie koronaviru SARS-CoV-2. |
| 2020/21           | Deutsche Eishockey Liga | 1. úroveň |           | Ne                                                                                |                                                                                   |                                                                                   |
| 2021/22           | Deutsche Eishockey Liga | 1. úroveň | 14. místo | Ne                                                                                |                                                                                   |                                                                                   |
| 2022/23           | Deutsche Eishockey Liga | 1. úroveň | 12. místo | Ne                                                                                |                                                                                   |                                                                                   |
| 2023/24           | Deutsche Eishockey Liga | 1. úroveň | 6. místo  | Čtvrtfinále Prohra s Straubing Tigers 3 : 4                                       |                                                                                   |                                                                                   |

## Účast v mezinárodních pohárech
Zdroj: 
Legenda: SP – Spenglerův pohár, EHP – Evropský hokejový pohár, EHL – Evropská hokejová liga, SSix – Super six, IIHFSup – IIHF Superpohár, VC – Victoria Cup, HLMI – Hokejová liga mistrů IIHF, ET – European Trophy, HLM – Hokejová liga mistrů, KP – Kontinentální pohár
- SP 1983 – Základní skupina (4. místo)
- SP 1984 – Základní skupina (5. místo)

## Galerie

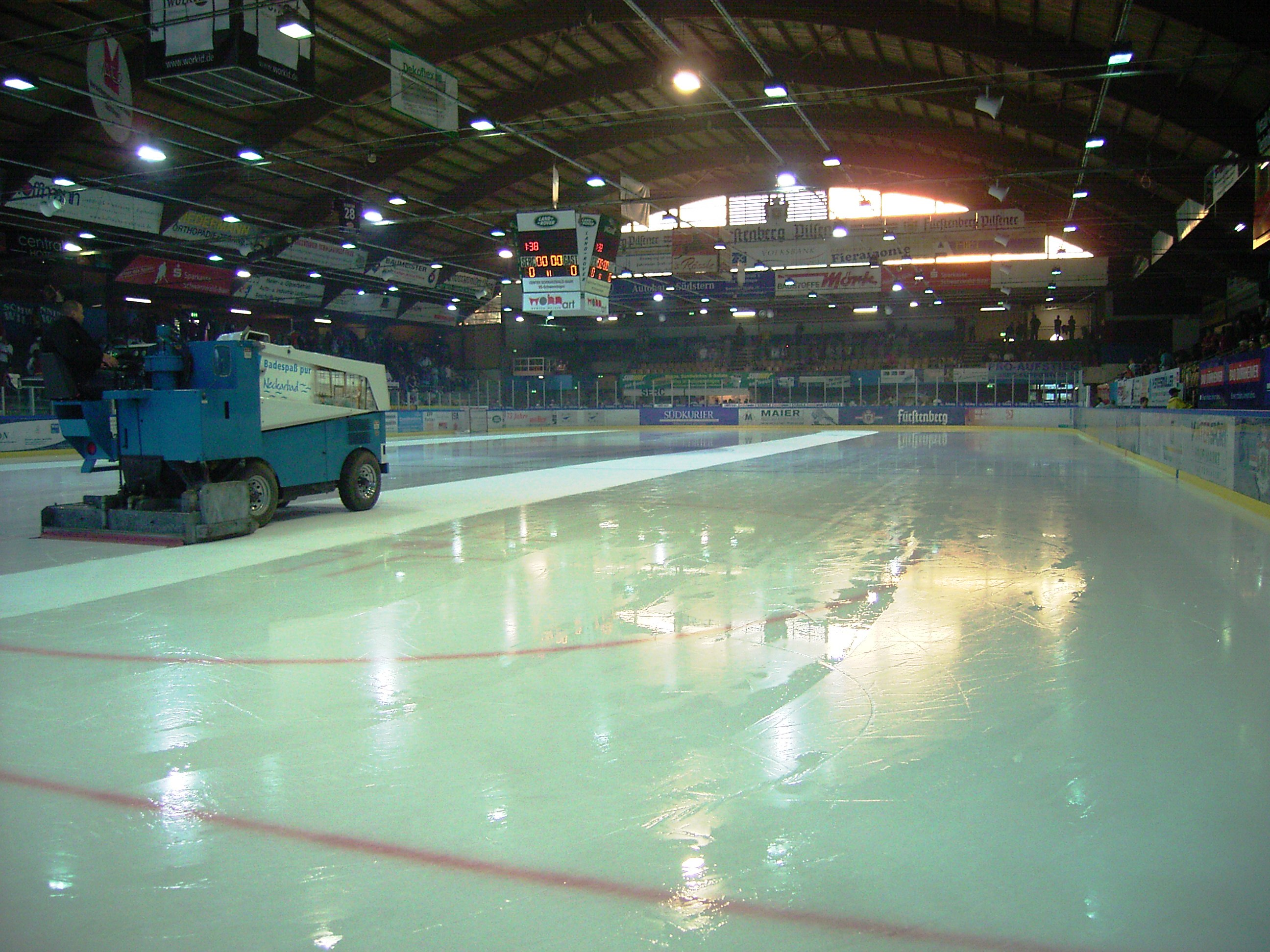
Led Helios Arény
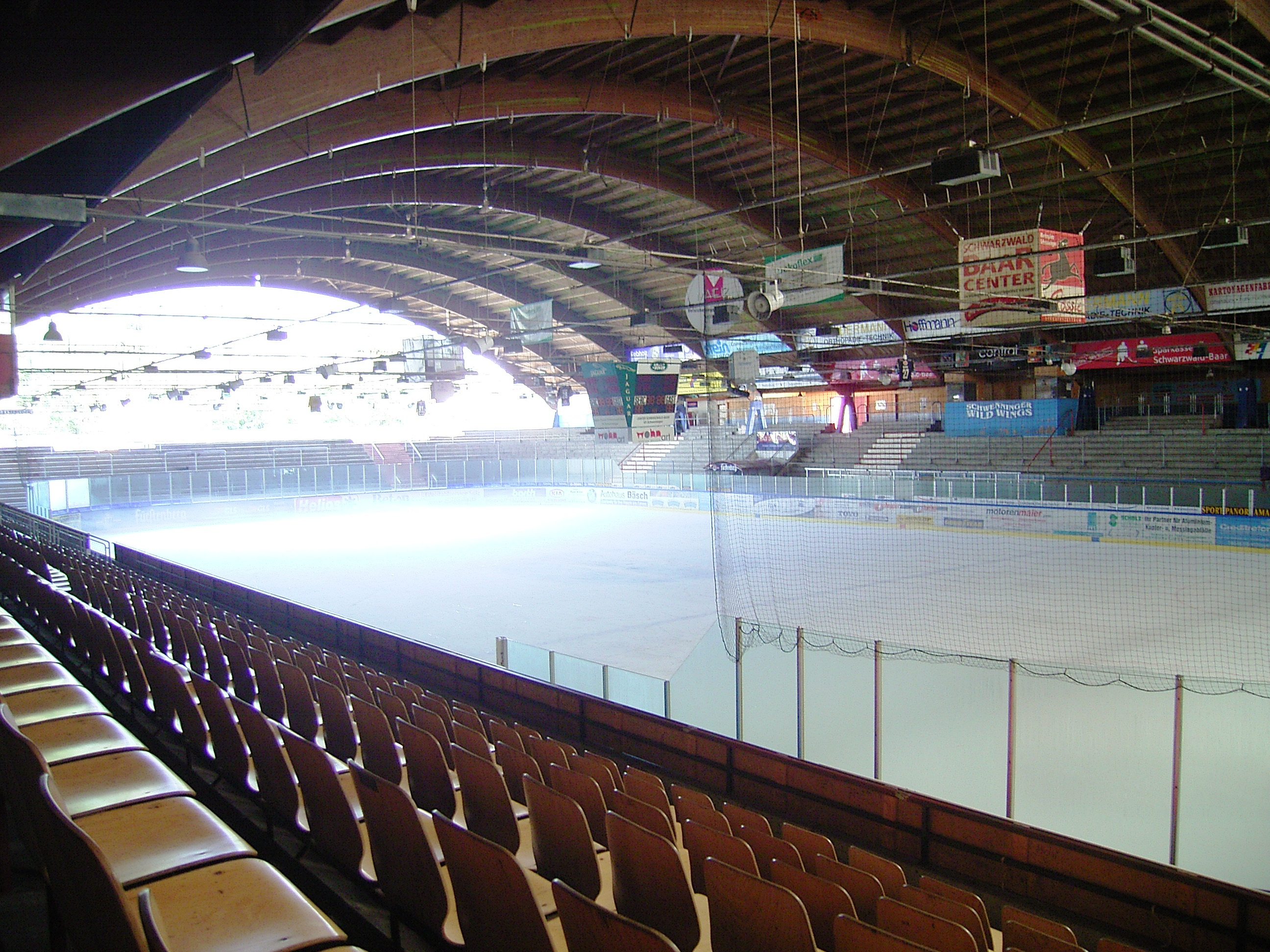
Helios Aréna zevnitř
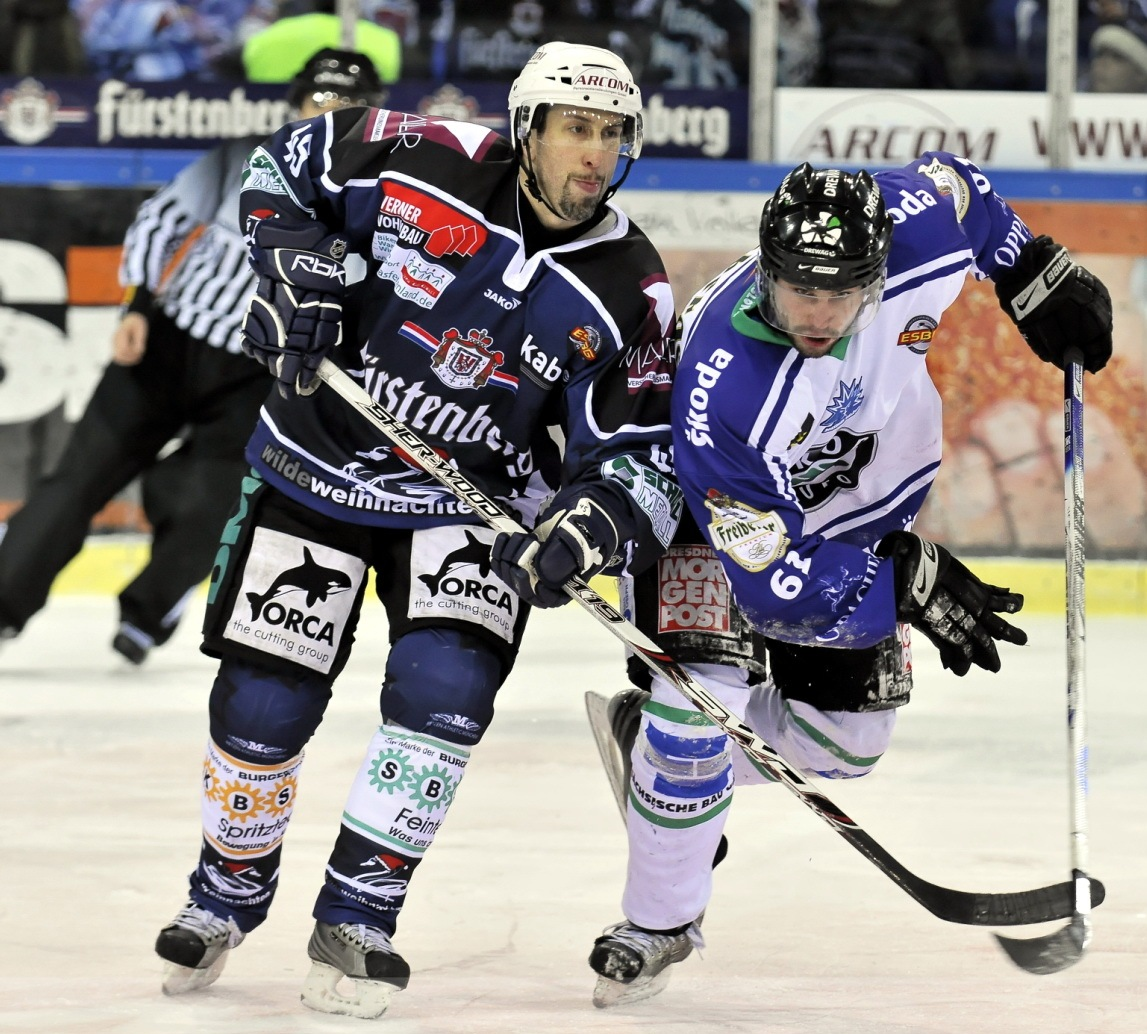
Zápas proti Dresdneru Eislöwen v roce 2008.
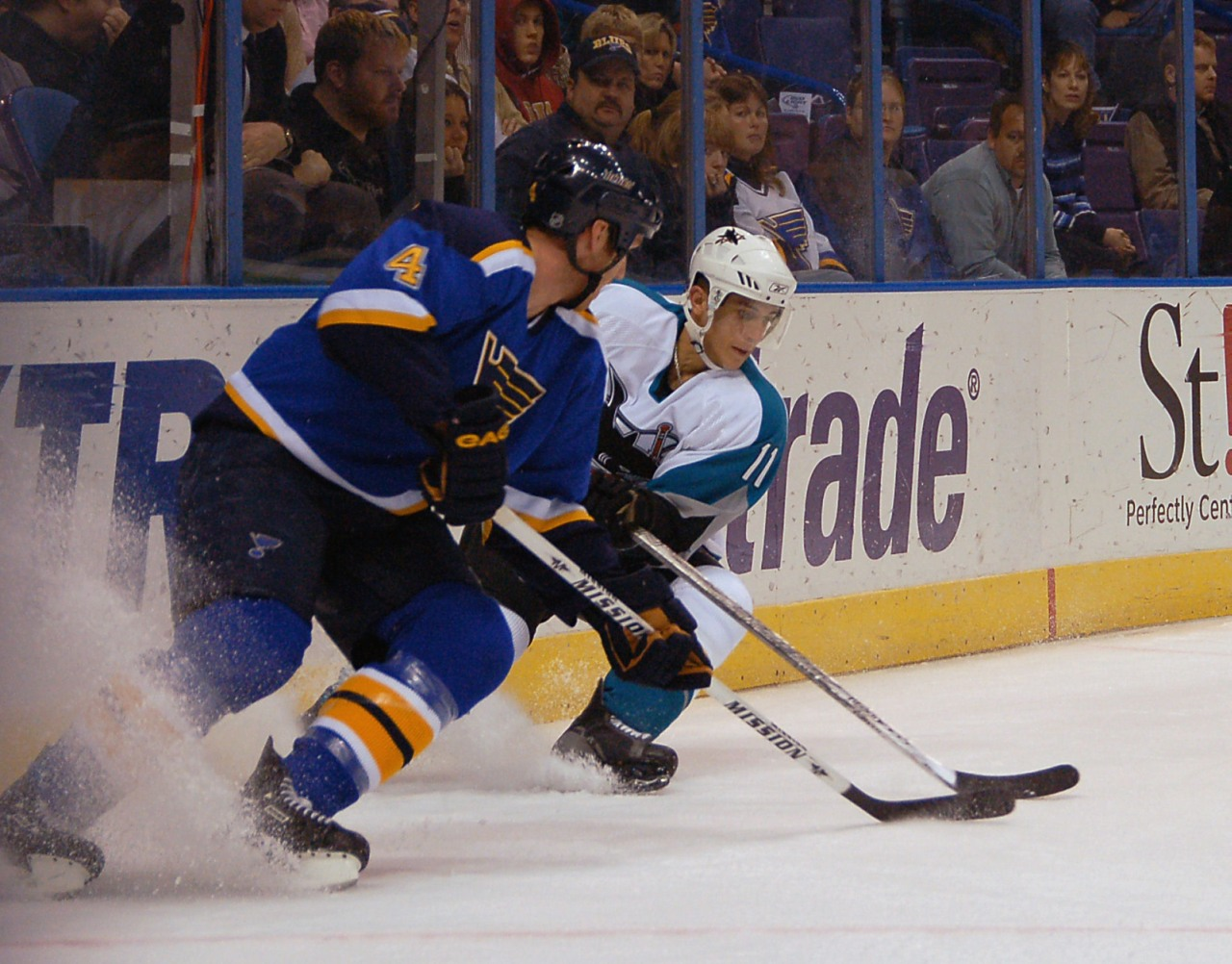
Marcel Goc (vpravo) hrál za tým v letech 1999 a 2002.